# Benarrabá (kommunhuvudort)
Benarrabá är en kommunhuvudort i Spanien.   Den ligger i provinsen Provincia de Málaga och regionen Andalusien, i den södra delen av landet, 500 km söder om huvudstaden Madrid. Benarrabá ligger 535 meter över havet och antalet invånare är 550.
Terrängen runt Benarrabá är huvudsakligen kuperad, men åt sydost är den bergig. Runt Benarrabá är det glesbefolkat, med 19 invånare per kvadratkilometer. Närmaste större samhälle är Estepona, 18,0 km sydost om Benarrabá. 